# ジョン・バーンズ (サッカー選手)
ジョン・チャールズ・ブライアン・バーンズ（John Charles Bryan Barnes MBE, 1963年11月7日 - ）は、ジャマイカ・キングストン生まれの元イングランド代表サッカー選手、サッカー指導者。現役時代のポジションはミッドフィールダー。現在はTVコメンテーター、サッカー評論家。

## クラブ経歴

### ワトフォード
1981-82シーズン、17歳の時にワトフォードFCでデビューを飾り、クラブの1部リーグ昇格に貢献。1982-83シーズン、昇格初年度ながら10ゴールを決めるなど活躍、チームはリーグ2位なった。在籍中は毎年二桁ゴールを挙げるなど、公式戦通算296試合で85ゴールを挙げた。

### リヴァプール
1987-88シーズン、リヴァプールFCへ移籍。ホームデビュー戦オックスフォード・ユナイテッドでFKから移籍後初ゴール、同シーズンはリーグ戦で15ゴールを挙げるなど、すぐに活躍を見せ、FWA年間最優秀選手賞を受賞した。
1988-89シーズン、FAカップ決勝のエヴァートン戦ではラッシュの決勝ゴールをアシストして優勝に貢献した。1989-90シーズン、第30節のマンチェスターUtd戦では決勝ゴールを含む2ゴール、第38節のコベントリー戦でハットトリックを決めるなど、22ゴールを決めてリーグ優勝に貢献、2度目のFWA年間最優秀選手賞を受賞、PFA年間最優秀選手賞にも度選ばれた。1990-91シーズンはリーグ戦で16ゴールを挙げ、リーグ優勝に貢献した。
1991-92シーズン、FAカップ3回戦のクルー・アレクサンドラFCでハットトリックを決めた。1994-95シーズン、EFLカップ決勝ではマクマナマンのゴールをアシストして優勝に貢献した。プレミアリーグへとリーグの名称変更後も長年レギュラーを務めたが、1997-98シーズン開幕｣直後にチームを離れた。リヴァプールでは背番号10番を背負い、通算407試合107ゴールの成績を残し、10年間で2度のリーグ優勝、コミュニティーシールド3度、FAカップ2度、そしてリーグカップを手にした。

### その後
1997-98シーズン途中、リヴァプールFCで監督を務めたケニー・ダルグリッシュが指揮を執るニューカッスル・ユナイテッドFCへと移り、1997-98シーズンはプレミアリーグで26試合6ゴールの成績を残したが、1998-99シーズンにルート・フリットが監督に就任すると構想外になり、1試合に出場したのみで、シーズン中にチャールトン・アスレティックFCに移籍、しかしリーグ18位となりクラブは降格してしまい、その年、バーンズは現役を引退した。

## 代表経歴
バーンズはジャマイカ生まれではあったが、ジャマイカ代表には興味を示さなかった。当時の代表資格要件では英国パスポート保有者は英国内の代表チームいずれかを選択可能だったため、スコットランド代表に誘われたこともあったが、最終的にU-21イングランド代表を経て、イングランド代表を選んだ。
1983年5月28日北アイルランド戦で代表デビューを飾る、1984年6月10日ブラジル戦で代表初ゴール、1986 FIFAワールドカップでは準々決勝までの4試合では出場機会が与えられなかったが、その準々決勝のアルゼンチン戦では僅か16分のプレーながら、サイド突破からゲーリー・リネカーのゴールをアシストした。
UEFA欧州選手権1988ではグループリーグの全3試合、1990 FIFAワールドカップでは4試合に出場した。1995年9月6日コロンビア戦が代表での最終戦となった。

## 引退後
引退後は指導者としての道を歩んでおり、ダルグリッシュが監督に就任したセルティックFCではコーチを務め(出場はしていないが、選手登録された。)、ジャマイカ代表などの監督を務めた。
また、2005年にはイングランドサッカー殿堂にも選ばれている。